# 大追跡 (情報番組)
『大追跡』（だいついせき）は、1990年1月から3月および10月から1992年9月まで日本テレビ系列局で放送されていた日本テレビ製作の生情報・ドキュメンタリー番組である。放送時間は毎週土曜19:00 - 19:54（日本標準時）。

## 概要
当時平日19:00 - 19:30に同じく生放送されていた帯番組『追跡』のノウハウを生かした番組である。司会は、『追跡』と同じく青島幸男と高見知佳が務めていた。
もともとは、『全員出席!笑うんだってば』の打ち切りに伴う穴埋めおよびプロ野球開幕までのつなぎ番組と20:00の連続ドラマ「野望の国」が続いている関係で制作されたものである。プロ野球開幕によるナイトゲームシーズンの開始と『土曜スーパースペシャル』の編成のために番組は一旦放送を休止したが、プロ野球ナイトゲームシーズンの終了と同時に『土曜スーパースペシャル』も終了したことから第1期終了の半年後に放送を再開し第2期として放送を開始した。
なお、タイトルロゴは第1期と第2期で異なり、第1期では『追跡』のロゴに大の字を付け足したのみであったが、第2期では流線型のタイトルロゴが新規導入された。
新規開局のテレビ金沢では1990年4月から、長崎国際テレビでは1991年4月から放送を開始した。当時クロスネット局だった青森放送・山形放送・テレビ信州・福井放送・山口放送・テレビ大分・鹿児島テレビでは放送された一方、テレビ長崎・テレビ宮崎はフジテレビ系列番組放送のため同時ネットでは放送されなかった。1991年4月からは最大の29局ネットとなった。
1992年10月改編で青島・高見の負担軽減で終了。
| 日本テレビ系列 土曜19:00 - 19:54                                   | 日本テレビ系列 土曜19:00 - 19:54           | 日本テレビ系列 土曜19:00 - 19:54                                   |
| 前番組                                                             | 番組名                                     | 次番組                                                             |
| ------------------------------------------------------------------ | ------------------------------------------ | ------------------------------------------------------------------ |
| 全員出席!笑うんだってば （1989年10月28日 - 12月23日）              | 大追跡（第1期） （1990年1月 - 3月）        | 土曜スーパースペシャル（第2期） （1990年4月 - 9月） ※19:00 - 20:54 |
| 土曜スーパースペシャル（第2期） （1990年4月 - 9月） ※19:00 - 20:54 | 大追跡（第2期） （1990年10月 - 1992年9月） | 大相似形テレビ （1992年10月24日 - 12月26日）                       |